# Cloé Lacasse
Cloé Lacasse, née le 17 juillet 1993 à Sudbury (Canada), est une joueuse internationale canadienne de soccer. Elle joue au poste d'attaquante pour Utah Royals en National Women's Soccer League (NWSL).

## Biographie
Cloé Lacasse commence le soccer à trois ans, en parallèle du taekwondo, art martial dans lequel elle obtiendra la ceinture noire. Cloé Lacasse joue ensuite avec l'école secondaire Macdonald-Cartier de Sudbury, avant de rejoindre les Hawkeyes de l'université de l'Iowa de 2011 à 2015. Elle termine chaque saison meilleure buteuse de l'équipe.

### En club
Elle signe ensuite avec son premier club, l'ÍB Vestmannaeyja en première division islandaise, avec qui elle remporte la coupe d'Islande en 2017. Elle obtient la nationalité islandaise en 2019.
Elle part ensuite au Benfica Lisbonne, où elle inscrit d'emblée 27 buts en 23 matches lors de sa première saison. Elle fait ses débuts en Ligue des champions la saison suivante, et marque contre le PAOK Salonique. Elle remporte le championnat portugais en 2021. En 2021-2022, elle inscrit un triplé face au FC Twente pour qualifier le Benfica pour le premier tour principal de la Ligue des champions de son histoire.
Elle signe en faveur d'Arsenal FC en juillet 2023.

### En sélection
À 19 ans, elle participe à un camp d'entraînement avec les U20 canadiennes.
Après avoir obtenu la nationalité islandaise en 2019, Cloé Lacasse est éligible pour la sélection nordique, mais est finalement d'abord appelée par le Canada, juste avant les Jeux olympiques de Tokyo. Elle ne rentre cependant pas sur le terrain et ne fera pas partie de la sélection olympique.

## Palmarès
Arsenal
- Vainqueur de la FA WSL Cup : 2024